# Old Orchard Beach
Old Orchard Beach és una població dels Estats Units a l'estat de Maine (EUA). Segons el cens del 2000 tenia 8.856 habitants.

## Demografia
Segons el cens del 2000, Old Orchard Beach tenia 8.856 habitants, 4.294 habitatges, i 2.254 famílies. La densitat de població era de 459 habitants/km².
Dels 4.294 habitatges en un 22,7% hi vivien nens de menys de 18 anys, en un 38,7% hi vivien parelles casades, en un 10,1% dones solteres, i en un 47,5% no eren unitats familiars. En el 38,6% dels habitatges hi vivien persones soles l'11,7% de les quals corresponia a persones de 65 anys o més que vivien soles. El nombre mitjà de persones vivint en cada habitatge era de 2,05 i el nombre mitjà de persones que vivien en cada família era de 2,73.
Per edats la població es repartia de la següent manera: un 19,1% tenia menys de 18 anys, un 6,5% entre 18 i 24, un 33,2% entre 25 i 44, un 26,2% de 45 a 60 i un 14,9% 65 anys o més.
L'edat mediana era de 40 anys. Per cada 100 dones de 18 o més anys hi havia 94 homes.
La renda mediana per habitatge era de 36.568$ i la renda mediana per família de 47.952$. Els homes tenien una renda mediana de 36.089$ mentre que les dones 26.429$. La renda per capita de la població era de 20.929$. Entorn del 7,7% de les famílies i l'11% de la població estaven per davall del llindar de pobresa.